# حسن علی فنجان
حسن علی فنجان (انگلیسی: Hassan Ali Funjan؛ زادهٔ ۱ ژانویهٔ ۱۹۵۹) بازیکن فوتبال اهل عراق بود.
وی همچنین در تیم ملی فوتبال عراق بازی کرده‌است.